# Laguna Canjá
A  Laguna Canjá  é um lago localizado na Guatemala. Localiza-se no departamento de El Petén, Município de San Andrés.